# Burn This City
Burn This City je EP a první nahrávka skupiny Sonic Syndicate, kde působí nový zpěvák Nathan J. Biggs. Tato nahrávka se objevila spolu předcházejícím albem Love and Other Disasters v digipacku The Rebellion.

## Seznam skladeb
1. Burn This City – 3:35
2. Rebellion in Nightmareland – 4:18
3. Burn This City (Radio Edit) – 3:32

## Lineup
- Nathan James Biggs – zpěv,screaming
- Richard Sjunnesson – screaming
- Roger Sjunnesson – elektrická kytara, klávesy
- Robin Sjunnesson – elektrická kytara
- Karin Axelsson – basová kytara
- John Bengtsson – bicí